# Océanis (Bénéteau)
Pour les articles homonymes, voir Océanis.
Océanis est une gamme de voiliers du constructeur Bénéteau qui existe depuis 1986 et qui contient plus d'une soixantaine de modèles.

## Modèles actuels (Septième génération)
- Oceanis 30.1, 2019, 8.99 m
- Oceanis 34.1, 2021, 9.50m

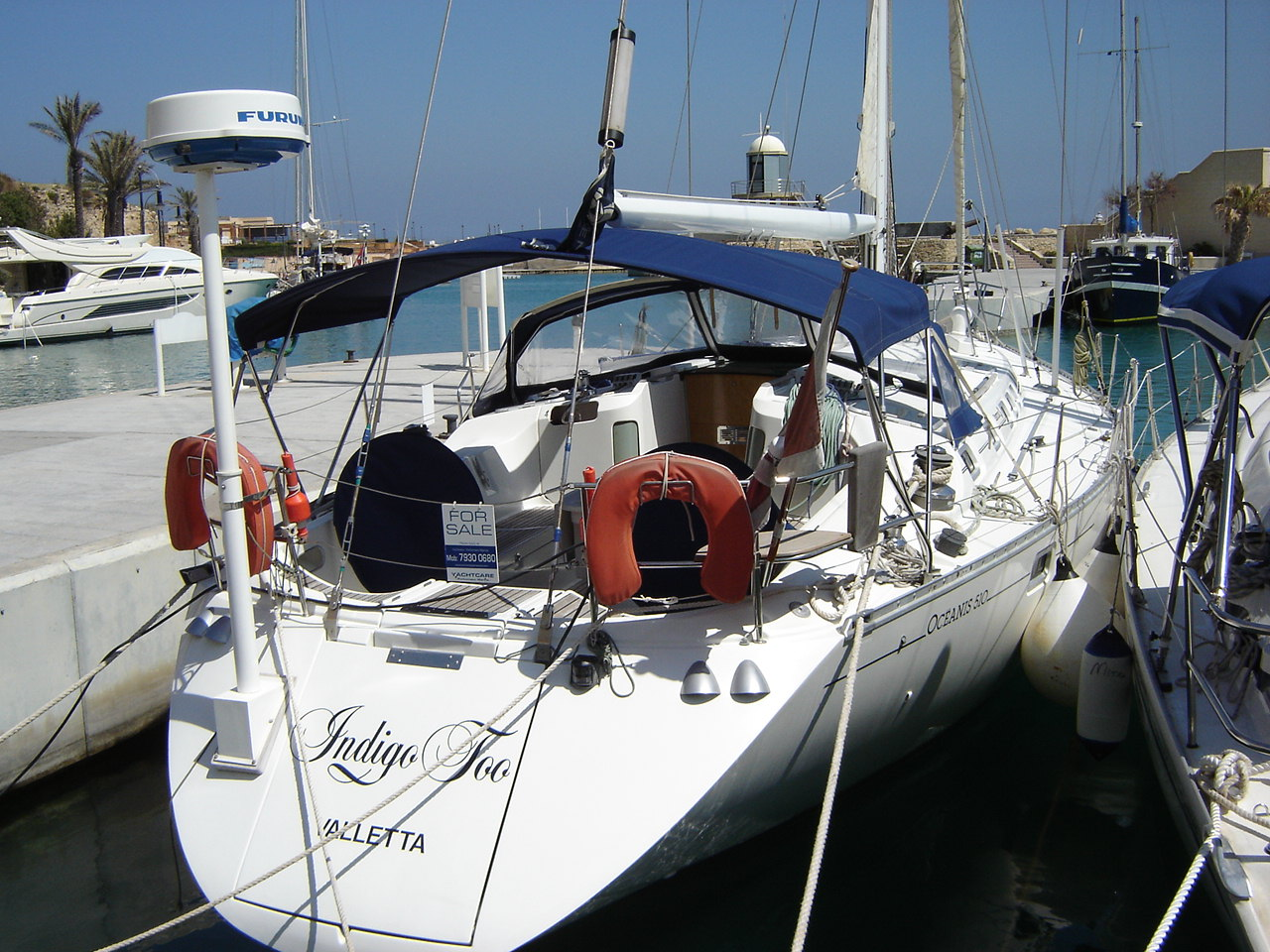
Bénéteau Oceanis 510

- Oceanis 35.1, 2017, 9.70m(remplacé par le 34.1 en 2021)
- Oceanis 38.1, 2016, 11.13 m
- Oceanis 41.1, 2016, 11.98 m
- Oceanis 46.1, 2019, 13.65 m
- Oceanis 51.1, 2017, 14.98 m
- Oceanis 55.1, 2018, 16.78 m

## Anciens modèles

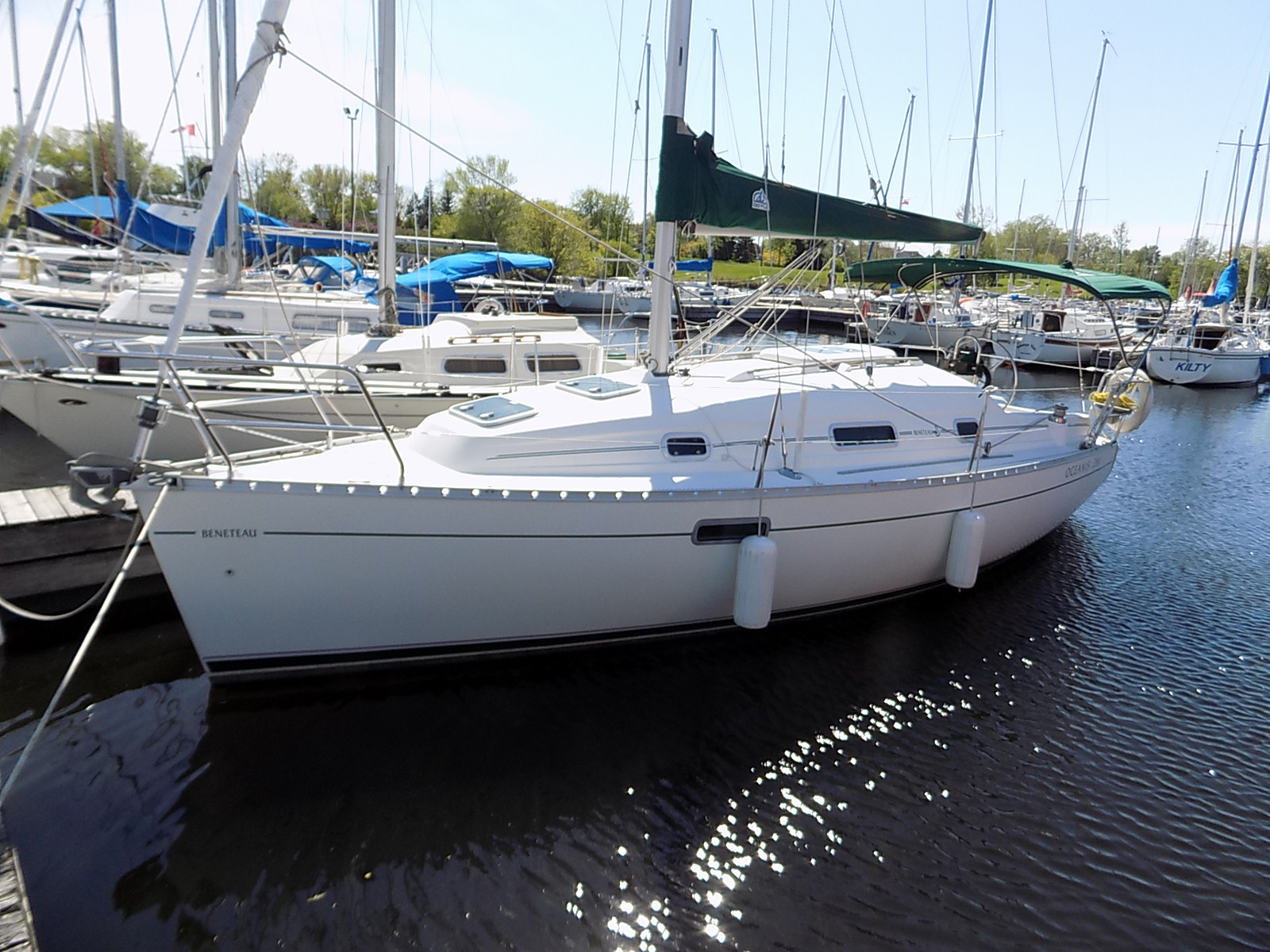
Beneteau Oceanis 281

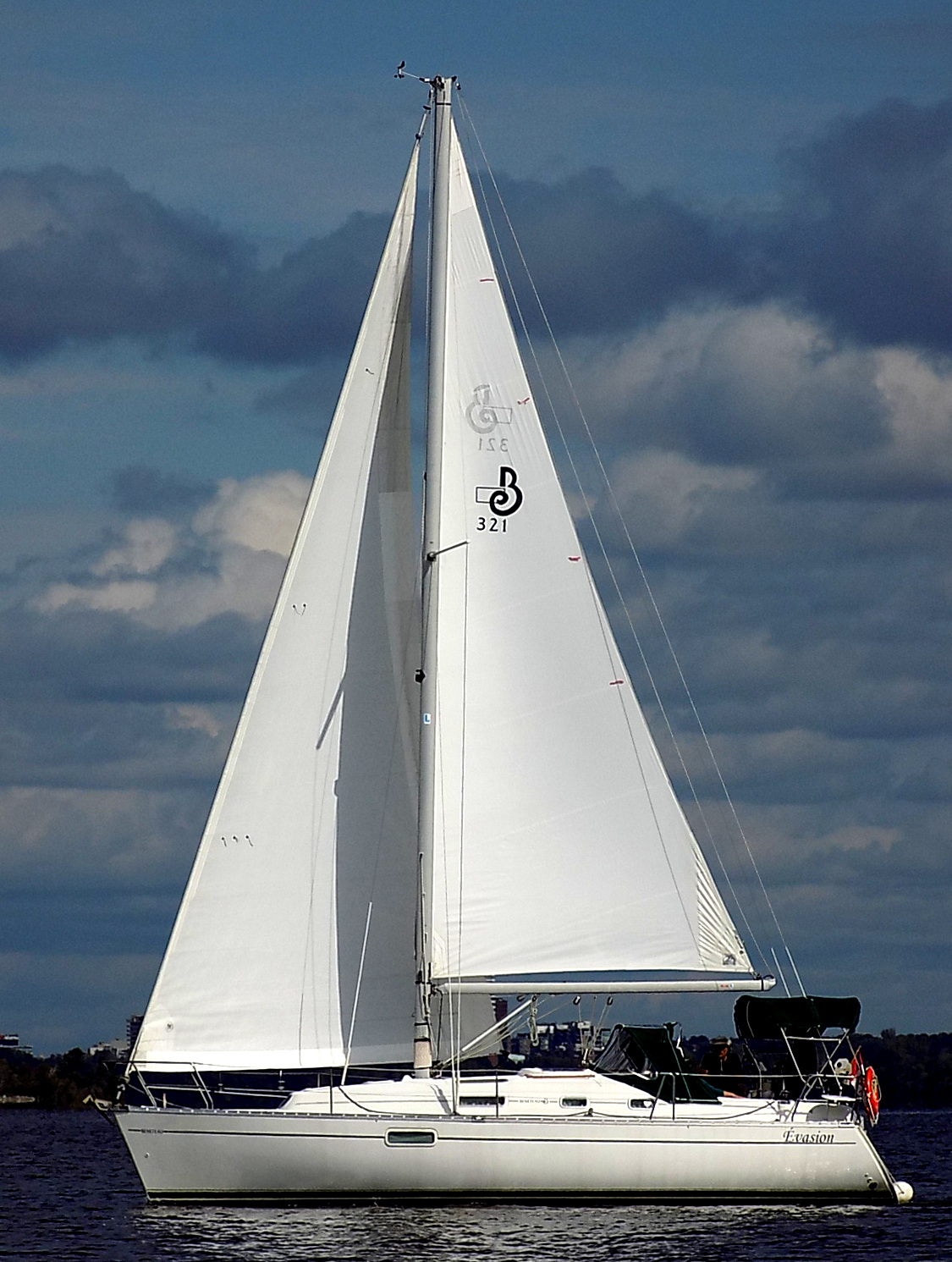
Beneteau Oceanis 321

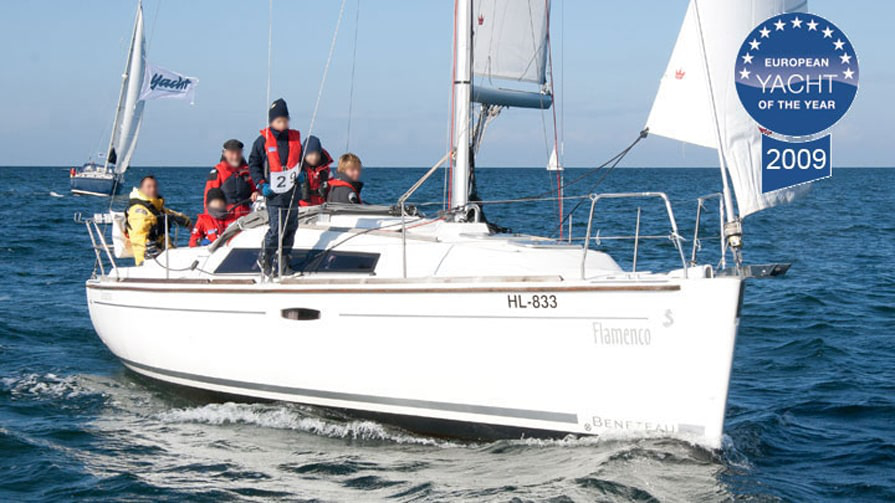
Beneteau Oceanis 31

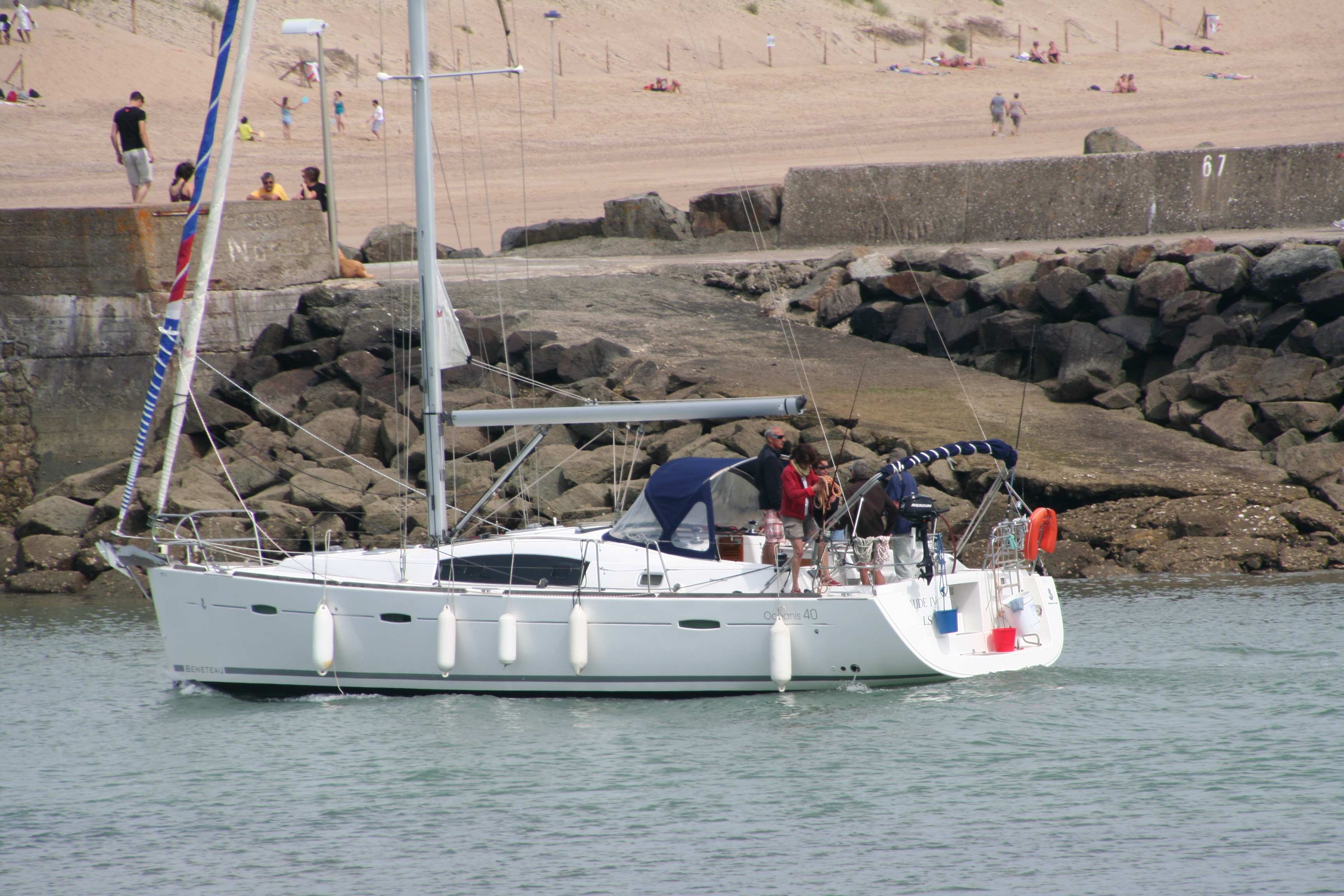
Beneteau Oceanis 40

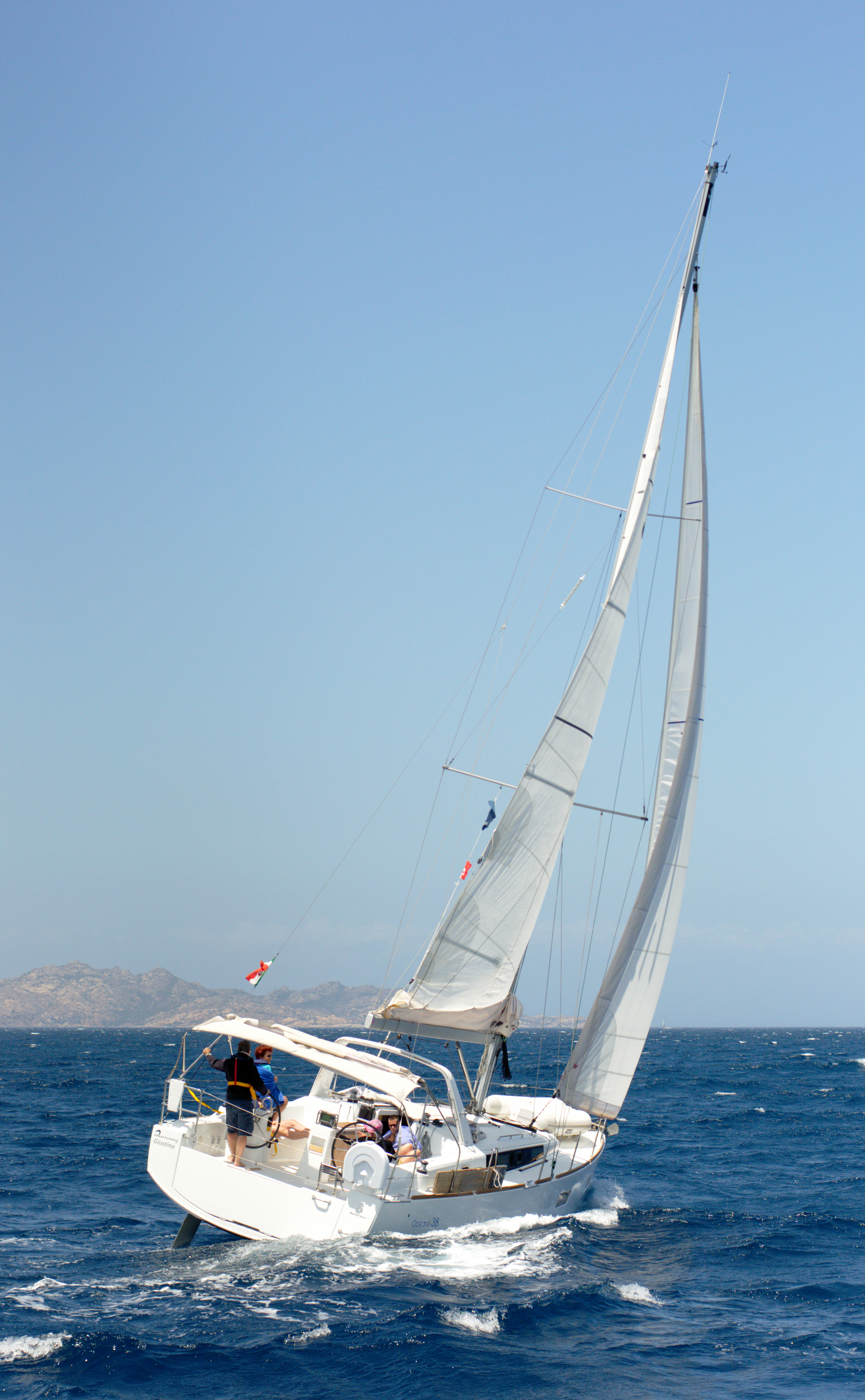
Beneteau Oceanis 38

- Première génération (architecte Philippe Briand)
  - Beneteau Oceanis 320, 1986, 9,25 mètres, 359 exemplaires[1]
  - Beneteau Oceanis 350, 1986, 10,1 mètres, 751 exemplaires
  - Beneteau Oceanis 370, 1989, 10,6 mètres, 217 exemplaires
  - Beneteau Oceanis 390, 1986, 11,34 mètres, 552 exemplaires
  - Beneteau Oceanis 430, 1986, 12,6 mètres, 426 exemplaires
  - Beneteau Oceanis 500, 1987, 14,98 mètres, 158 exemplaires
- Deuxième génération 
  - Beneteau Oceanis 300, 1992, architecte Finot-Conq,
  - Beneteau Oceanis 351, 1992, architecte Berret-Racoupeau
  - Beneteau Oceanis 400, 1992, architecte Finot-Conq
  - Beneteau Oceanis 440, 1991, architecte Farr Yacht Design
  - Beneteau Oceanis 510, 1992, 14,98 mètres, architecte Philippe Briand, 82 exemplaires
- Troisième génération
  - Beneteau Oceanis Clipper 281, 1994, 8,42 mètres, architecte Finot-Conq, 260 exemplaires
  - Beneteau Oceanis 321, 1994, 9,74 mètres, architecte Finot-Conq, 848 exemplaires
  - Beneteau Oceanis 36 CC, 1996, 10,8 mètres, architecte Berret-Racoupeau
  - Beneteau Oceanis 381, 1995, 11,5 mètres, architecte Berret-Racoupeau
  - Beneteau Oceanis 40 CC, 1995, 11,98 mètres, architecte Finot-Conq
  - Beneteau Oceanis 44 CC, 1993, 13,2 mètres, architecte Farr Yacht Design
  - Beneteau Oceanis 461, 1995, 13,2 mètres, architectes Farr Yacht Design/Philippe Briand
- Quatrième génération
  - Beneteau Oceanis Clipper 311, 1998, 9,54 mètres, architecte Finot-Conq
  - Beneteau Oceanis Clipper 323, 2003
  - Beneteau Oceanis Clipper 331, 1999
  - Beneteau Oceanis Clipper 343, 2004
  - Beneteau Oceanis 361, 1998
  - Beneteau Oceanis Clipper 373, 2003
  - Beneteau Oceanis 393, 2001
  - Beneteau Oceanis Clipper 411, 1997
  - Beneteau Oceanis 42 CC, 2002
  - Beneteau Oceanis Clipper 423, 2002
  - Beneteau Oceanis 473, 2001
  - Beneteau Oceanis Clipper 523, 2004
- Cinquième génération
  - Beneteau Oceanis 31, 2007
  - Beneteau Oceanis 34, 2008
  - Beneteau Oceanis 37, 2007
  - Beneteau Oceanis 40, 2006
  - Beneteau Oceanis 43, 2006
  - Beneteau Oceanis 46, 2006
  - Beneteau Oceanis 50, 2005
  - Beneteau Oceanis 58, juin 2009
- Sixième génération

- - Beneteau Oceanis 35, 2014
  - Beneteau Oceanis 38, 2013
  - Beneteau Oceanis 41, 2011
  - Beneteau Oceanis 45, 2012
  - Beneteau Oceanis 48, 2012
  - Beneteau Oceanis 55, 2012
  - Beneteau Oceanis 60, 2015, 17.75 m

## Exemple: L'Oceanis Clipper 423

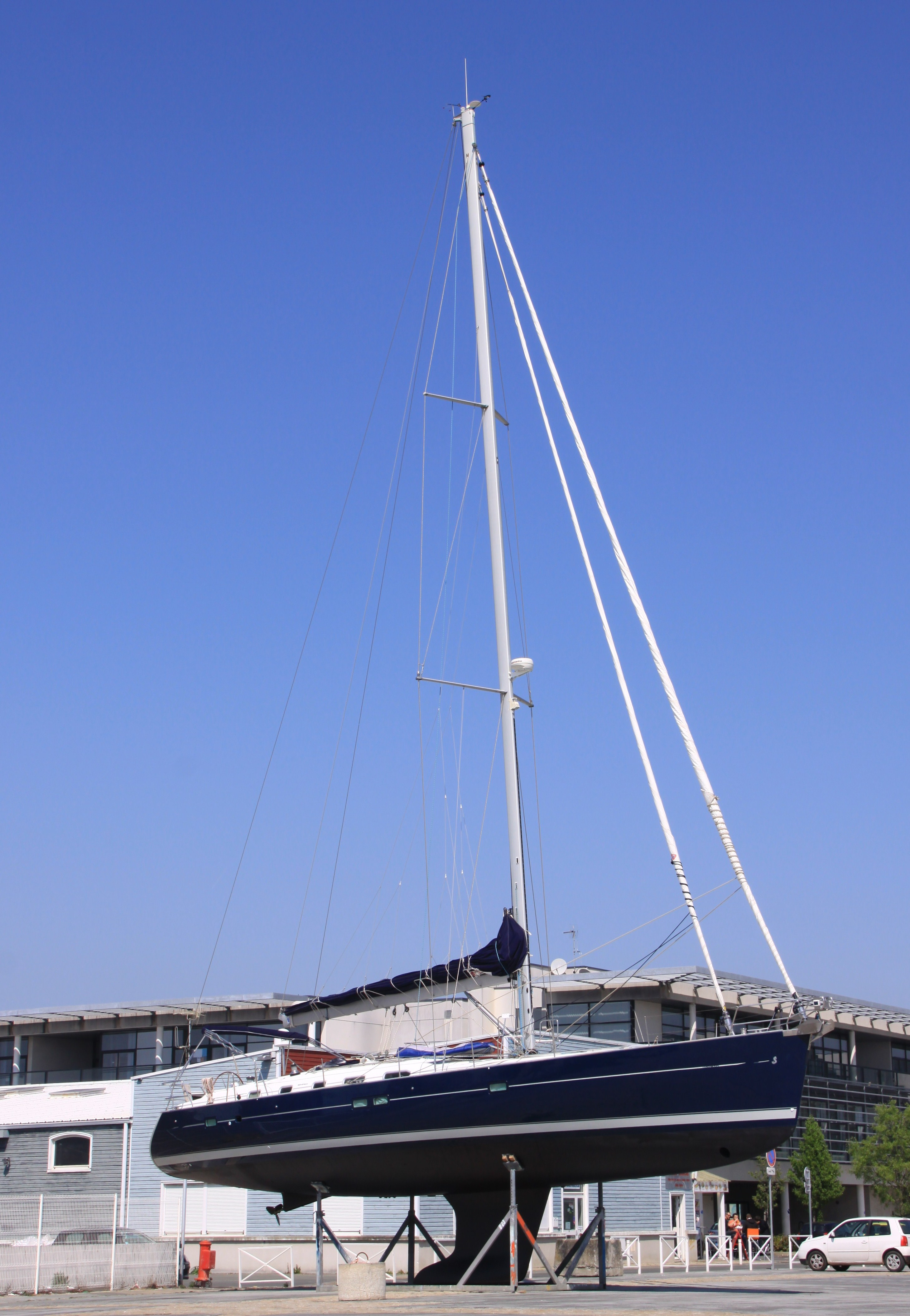
Un voilier Bénéteau Oceanis Clipper 423

À gauche, une vue totale d'un voilier Bénéteau Oceanis Clipper 423 avec son gréement placé sur un ber sur le plateau nautique de la Ville en Bois à La Rochelle. L'Oceanis 423 est un bateau de série. Cette série a été lancée en 2002. Il mesure 13,09 mètres de long hors tout, 3,90 mètres de large et 2,10 mètres de tirant d'eau standard. Il a une surface de voile de 94 m2 et un moteur de 60 CV. L'architecte de l'Oceanis Clipper 423 est le Groupe Finot.